# Lijst van voetbalinterlands Luxemburg - Spanje
Deze lijst van voetbalinterlands is een overzicht van alle officiële voetbalwedstrijden tussen de nationale teams van Luxemburg en Spanje. De landen speelden tot op heden zes keer tegen elkaar. De eerste wedstrijd betrof een vriendschappelijk duel, gespeeld op 14 oktober 1981 in Valencia. De laatste ontmoeting, een kwalificatiewedstrijd voor het Europees kampioenschap voetbal 2016, vond plaats in Logroño op 9 oktober 2015.

## Wedstrijden
| № | Plaats                | Datum             | Competitie           | Wedstrijd          | Uitslag |
| - | --------------------- | ----------------- | -------------------- | ------------------ | ------- |
| 1 | Valencia              | 14 oktober 1981   | Vriendschappelijk    | Spanje – Luxemburg | 3 – 0   |
| 2 | Luxemburg             | 29 februari 1984  | Vriendschappelijk    | Luxemburg – Spanje | 0 – 1   |
| 3 | Castellón de la Plana | 23 september 1987 | Vriendschappelijk    | Spanje – Luxemburg | 2 – 0   |
| 4 | Luxemburg             | 7 juni 2000       | Vriendschappelijk    | Luxemburg – Spanje | 0 – 1   |
| 5 | Luxemburg             | 12 oktober 2014   | EK 2016 kwalificatie | Luxemburg − Spanje | 0 − 4   |
| 6 | Logroño               | 9 oktober 2015    | EK 2016 kwalificatie | Spanje − Luxemburg | 4 − 0   |

## Samenvatting
| Competitie        | Totaal gespeeld | Winst Luxemburg | Gelijk | Winst Spanje | Doelsaldo Luxemburg – Spanje |
| ----------------- | --------------- | --------------- | ------ | ------------ | ---------------------------- |
| EK-kwalificatie   | 2               | 0               | 0      | 2            | 0 − 8                        |
| Vriendschappelijk | 4               | 0               | 0      | 4            | 0 − 7                        |
| Totaal            | 6               | 0               | 0      | 6            | 0 − 15                       |

## Details

### Eerste ontmoeting
| Vriendschappelijk (Valencia, Spanje, 14 oktober 1981):              |       |           |
| Spanje                                                              | 3 – 0 | Luxemburg |
| Roberto López Ufarte ??' Roberto López Ufarte ??' Enrique Saura ??' | goals |           |

### Tweede ontmoeting
| Vriendschappelijk (Luxemburg, Luxemburg, 29 februari 1984): |       |                    |
| Luxemburg                                                   | 0 – 1 | Spanje             |
|                                                             | goals | ??' Antonio Maceda |

### Derde ontmoeting
| Vriendschappelijk (Castellón de la Plana, Spanje, 23 september 1987): |       |           |
| Spanje                                                                | 2 – 0 | Luxemburg |
| Francisco Carrasco 27' (pen.) Emilio Butragueño 65'                   | goals |           |

### Vierde ontmoeting
| Vriendschappelijk (Luxemburg, Luxemburg, 7 juni 2000): |              | |
| Luxemburg | 0 – 1        | Spanje |
| | goals        | 2' Gaizka Mendieta |
| Paul Philipp | bondscoach   | José Antonio Camacho |
| Alija Besic Laurent Deville Ralph Ferron Nico Funck Jeff Strasser Manuel Cardoni Luc Holtz 90' Jeff Saibene Patrick Posing Dany Theis Marcel Christophe 74' | opstellingen | 60' Santiago Cañizares Juan Velasco Iván Helguera Abelardo Fernández 77' Sergi Barjuán 60' Juanfran Vicente Engonga 60' Juan Carlos Valerón 60' Gaizka Mendieta Pedro Munitis Alfonso Pérez |
| Mikhail Zaritskiy 74' René Peters 90' | wissels      | 60' Iker Casillas 60' Fernando Hierro 60' Gerard López 60' Joseba Etxeberria 77' Agustin Aranzábal                                                                                          |

### Vijfde ontmoeting
| EK 2016 kwalificatie (scheidsrechter Paweł Gil, Luxemburg, Luxemburg, 12 oktober 2014): |              | |
| Luxemburg | 0 – 4        | Spanje |
| | goals        | 27' David Jiménez Silva 42' Paco Alcácer 69' Diego Costa 88' Juan Bernat                                                                                    |
| Luc Holtz | bondscoach   | Vicente del Bosque |
| Jonathan Joubert Mario Mutsch 86' Maxime Chanot Chris Philipps Lars Gerson Mathias Jänisch Stefano Bensi Dwayn Holter Laurent Jans Christopher Martins Pereira 61' Daniel Alves da Mota 75' | opstellingen | David de Gea Gerard Piqué Jordi Alba Marc Bartra Dani Carvajal 70' Andrés Iniesta 70' David Jiménez Silva Koke Sergio Busquets 82' Diego Costa Paco Alcácer |
| David Turpel 61' Ben Payal 75' Maurice Deville 86' | wissels      | 70' Juan Bernat 70' Pedro Rodríguez Ledesma 82' Rodrigo |
| Dwayn Holter 43' Laurent Jans 68' | gele kaarten | 62' Diego Costa 75' Gerard Piqué |
| - Debuut van Juan Bernat (Bayern München) en Rodrigo (Valencia) voor Spanje. |              | |

### Zesde ontmoeting
| EK 2016 kwalificatie (scheidsrechter Sébastien Delferière, Logroño, Spanje, 9 oktober 2015):                                                                         |              | |
| Spanje | 4 – 0        | Luxemburg |
| Santi Cazorla 42' Paco Alcácer 67' Paco Alcácer 80' Santi Cazorla 85'                                                                                                | goals        | |
| Vicente del Bosque | bondscoach   | Luc Holtz |
| Iker Casillas Juanfran Gerard Piqué Jordi Alba Marc Bartra Cesc Fàbregas David Jiménez Silva 10' Santi Cazorla Sergio Busquets Pedro Rodríguez 77' Álvaro Morata 33' | opstellingen | Jonathan Joubert Mario Mutsch Kevin Malget Maxime Chanot Laurent Jans Ricardo Delgado Lars Gerson Ben Payal 79' Christopher Martins Pereira 64' Stefano Bensi 90' Aurélien Joachim |
| Juan Mata 10' Paco Alcácer 33' Nolito 77' | wissels      | 64' Maurice Deville 79' Daniel da Mota 90' David Turpel |
| Pedro Rodríguez 55' | gele kaarten | 20' Stefano Bensi 54' Kevin Malget 87' Daniel da Mota |

FLF · A-internationals · Bondscoaches · Statistieken · Luxemburgs vrouwenelftal · Luxemburg U21 · Luxemburg U19 · Luxemburg U18 · Luxemburg U17 · Luxemburg U16
1911 – 1919 ·
1920 – 1929 ·
1930 – 1939 ·
1940 – 1949 ·
1950 – 1959 ·
1960 – 1969 ·
1970 – 1979 ·
1980 – 1989 ·
1990 – 1999 ·
2000 – 2009 ·
2010 – 2019 ·
2020 − 2029
OS 1920 · 
OS 1924 · 
OS 1928 · 
OS 1936 · 
OS 1948 · 
OS 1952
1911 · 
1912 · 
1913 · 
1914 · 
1915 · 1916 · 1917 · 1918 · 1919 · 
1920 · 
1921 · 1922 · 1923 · 
1924 · 
1925 · 1926 · 
1927 · 
1928 · 
1929 · 1930 · 1931 · 1932 · 1933 · 
1934 · 
1935 · 
1936 · 
1937 · 
1938 · 
1939 · 
1940 · 
1941 · 1942 · 1943 · 1944 · 
1945 · 
1946 · 
1947 · 
1948 · 
1949 · 
1950 · 
1952 · 
1952 · 
1953 · 
1954 · 
1955 · 
1956 · 
1957 · 
1958 · 
1959 · 
1960 · 
1961 · 
1962 · 
1963 · 
1964 · 
1965 · 
1966 · 
1967 · 
1968 · 
1969 · 
1970 · 
1971 · 
1972 · 
1973 · 
1974 · 
1975 · 
1976 · 
1977 · 
1978 · 
1979 · 
1980 · 
1981 · 
1982 · 
1983 · 
1984 · 
1985 · 
1986 · 
1987 · 
1988 · 
1989 · 
1990 · 
1991 · 
1992 · 
1993 · 
1994 · 
1995 · 
1996 · 
1997 · 
1998 · 
1999 · 
2000 · 
2001 · 
2002 · 
2003 · 
2004 · 
2005 · 
2006 · 
2007 · 
2008 · 
2009 · 
2010 · 
2011 · 
2012 · 
2013 · 
2014 · 
2015 ·
2016 ·
2017 ·
2018 ·
2019 ·
2020 ·
2021
Afghanistan ·
Albanië ·
Algerije ·
Armenië ·
Azerbeidzjan ·
België ·
Bosnië en Herzegovina ·
Brazilië ·
Bulgarije ·
Canada ·
Cyprus ·
DDR ·
Denemarken ·
(West-)Duitsland ·
Egypte ·
Engeland ·
Estland ·
Faeröer ·
Finland ·
Frankrijk ·
Gambia ·
Georgië ·
Griekenland ·
Hongarije ·
Ierland ·
IJsland ·
Israël ·
Italië ·
Japan ·
Joegoslavië ·
Kaapverdië ·
Kameroen ·
Kazachstan ·
Letland ·
Liechtenstein ·
Litouwen ·
Madagaskar ·
Malta ·
Marokko ·
Mexico ·
Moldavië ·
Montenegro ·
Myanmar ·
Nederland ·
Nigeria ·
Noord-Ierland ·
Noord-Macedonië ·
Noorwegen ·
Oekraïne ·
Oostenrijk ·
Polen ·
Portugal ·
Qatar ·
Roemenië ·
Rusland ·
San Marino ·
Saoedi-Arabië ·
Schotland ·
Senegal ·
Servië ·
Servië en Montenegro ·
Slovenië ·
Slowakije ·
Sovjet-Unie ·
Spanje ·
Thailand ·
Togo ·
Tsjechië ·
Tsjecho-Slowakije ·
Turkije ·
Uruguay ·
Verenigde Staten ·
Wales ·
Wit-Rusland ·
Zuid-Korea ·
Zweden ·
Zwitserland
RFEF · A-internationals · Selecties · Bondscoaches · Spaans vrouwenelftal · Olympisch elftal · Spanje U21 · Spanje U20 · Spanje U19 · Spanje U18 · Spanje U17 · Spanje U16 · Vrouwen U17
1920 – 1929 ·
1930 – 1939 ·
1940 – 1949 ·
1950 – 1959 ·
1960 – 1969 ·
1970 – 1979 ·
1980 – 1989 ·
1990 – 1999 ·
2000 – 2009 ·
2010 – 2019 ·
2020 − 2029
EK's: 1964 · 
1980 · 
1984 · 
1988 · 
1996 · 
2000 · 
2004 · 
2008 · 
2012 · 
2016 · 
2020 · 
2024
WK's: 1934 · 
1950 · 
1962 · 
1966 · 
1978 · 
1982 · 
1986 · 
1990 · 
1994 · 
1998 · 
2002 · 
2006 · 
2010 · 
2014 · 
2018 · 
2022
OS: 1920 ·
1924 · 
1928 · 
1968 · 
1976 · 
1980 · 
1992 · 
1996 · 
2000 · 
2012 ·
2020
1920 · 
1921 · 
1922 · 
1923 · 
1924 · 
1925 · 
1926 · 
1927 · 
1928 · 
1929 · 
1930 · 
1931 · 
1932 · 
1933 · 
1934 · 
1935 · 
1936 · 
1937 · 1939 · 1940 · 
1941 · 
1942 · 
1943 · 1944 · 
1945 · 
1946 · 
1947 · 
1948 · 
1949 · 
1950 · 
1952 · 
1952 · 
1953 · 
1954 · 
1955 · 
1956 · 
1957 · 
1958 · 
1959 · 
1960 · 
1961 · 
1962 · 
1963 · 
1964 · 
1965 · 
1966 · 
1967 · 
1968 · 
1969 · 
1970 · 
1971 · 
1972 · 
1973 · 
1974 · 
1975 · 
1976 · 
1977 · 
1978 · 
1979 · 
1980 · 
1981 · 
1982 · 
1983 · 
1984 · 
1985 · 
1986 · 
1987 · 
1988 · 
1989 · 
1990 · 
1991 · 
1992 · 
1993 · 
1994 · 
1995 · 
1996 · 
1997 · 
1998 · 
1999 · 
2000 · 
2001 · 
2002 · 
2003 · 
2004 · 
2005 · 
2006 · 
2007 · 
2008 · 
2009 · 
2010 · 
2011 · 
2012 · 
2013 ·
2014 ·
2015 ·
2016 ·
2017 ·
2018 ·
2019 ·
2020 ·
2021 ·
2022
Albanië ·
Algerije ·
Andorra ·
Argentinië ·
Armenië ·
Australië ·
Azerbeidzjan ·
België ·
Bolivia ·
Bosnië en Herzegovina ·
Brazilië ·
Bulgarije ·
Canada ·
Chili ·
China ·
Colombia ·
Costa Rica ·
Cyprus ·
DDR ·
Denemarken ·
Duitsland ·
Ecuador ·
Egypte ·
El Salvador ·
Engeland ·
Estland ·
Equatoriaal-Guinea · 
Faeröer ·
Finland ·
Frankrijk ·
GOS ·
Georgië ·
Griekenland ·
Haïti ·
Honduras ·
Hongarije ·
Ierland ·
IJsland ·
Irak ·
Iran ·
Israël ·
Italië ·
Ivoorkust ·
Japan ·
Joegoslavië ·
Jordanië ·
Kosovo ·
Kroatië ·
Letland ·
Liechtenstein ·
Litouwen ·
Luxemburg ·
Malta ·
Marokko ·
Mexico ·
Nederland ·
Nieuw-Zeeland ·
Nigeria ·
Noord-Ierland ·
Noord-Macedonië ·
Noorwegen ·
Oekraïne ·
Oostenrijk ·
Panama ·
Paraguay ·
Peru ·
Polen ·
Portugal ·
Puerto Rico ·
Roemenië ·
Rusland ·
San Marino ·
Saoedi-Arabië ·
Schotland ·
Servië ·
Servië en Montenegro ·
Slovenië ·
Slowakije ·
Sovjet-Unie ·
Tahiti ·
Tsjechië ·
Tsjecho-Slowakije ·
Tunesië ·
Turkije ·
Uruguay ·
Venezuela ·
Verenigde Staten ·
Wales ·
Wit-Rusland ·
Zuid-Afrika ·
Zuid-Korea ·
Zweden ·
Zwitserland
Australië (2014) ·
Brazilië (2013) ·
Chili (2010) ·
Chili (2014) ·
Costa Rica (2022) ·
Duitsland (2008) ·
Duitsland (2022) ·
Engeland (1982) ·
Engeland (2024) ·
Frankrijk (1984) ·
Frankrijk (2006) ·
Frankrijk (2012) ·
Frankrijk (2021) ·
Griekenland (2008) ·
Honduras (2010) ·
Ierland (2012) ·
Iran (2018) ·
Italië (2008) ·
Italië (2012, 1) ·
Italië (2012, 2) ·
Italië (2016) ·
Italië (2021) ·
Japan (2022) ·
Kroatië (2012) ·
Kroatië (2021) ·
Marokko (2018) ·
Marokko (2022) ·
Nederland (2010) ·
Nederland (2014) ·
Oekraïne (2006) ·
Paraguay (2002) ·
Polen (2021) ·
Portugal (2012) ·
Portugal (2018) ·
Rusland (2008, 1) ·
Rusland (2008, 2) ·
Rusland (2018) ·
Saoedi-Arabië (2006) ·
Slovenië (2002) ·
Slowakije (2021) ·
Sovjet-Unie (1964) ·
Tsjechië (2016) ·
Tunesië (2006) ·
Turkije (2016) ·
West-Duitsland (1982) ·
Zuid-Afrika (2002) ·
Zweden (2008) ·
Zweden (2021) ·
Zwitserland (2010) ·
Zwitserland (2021)